# Зіткнення транспортних засобів з птахами

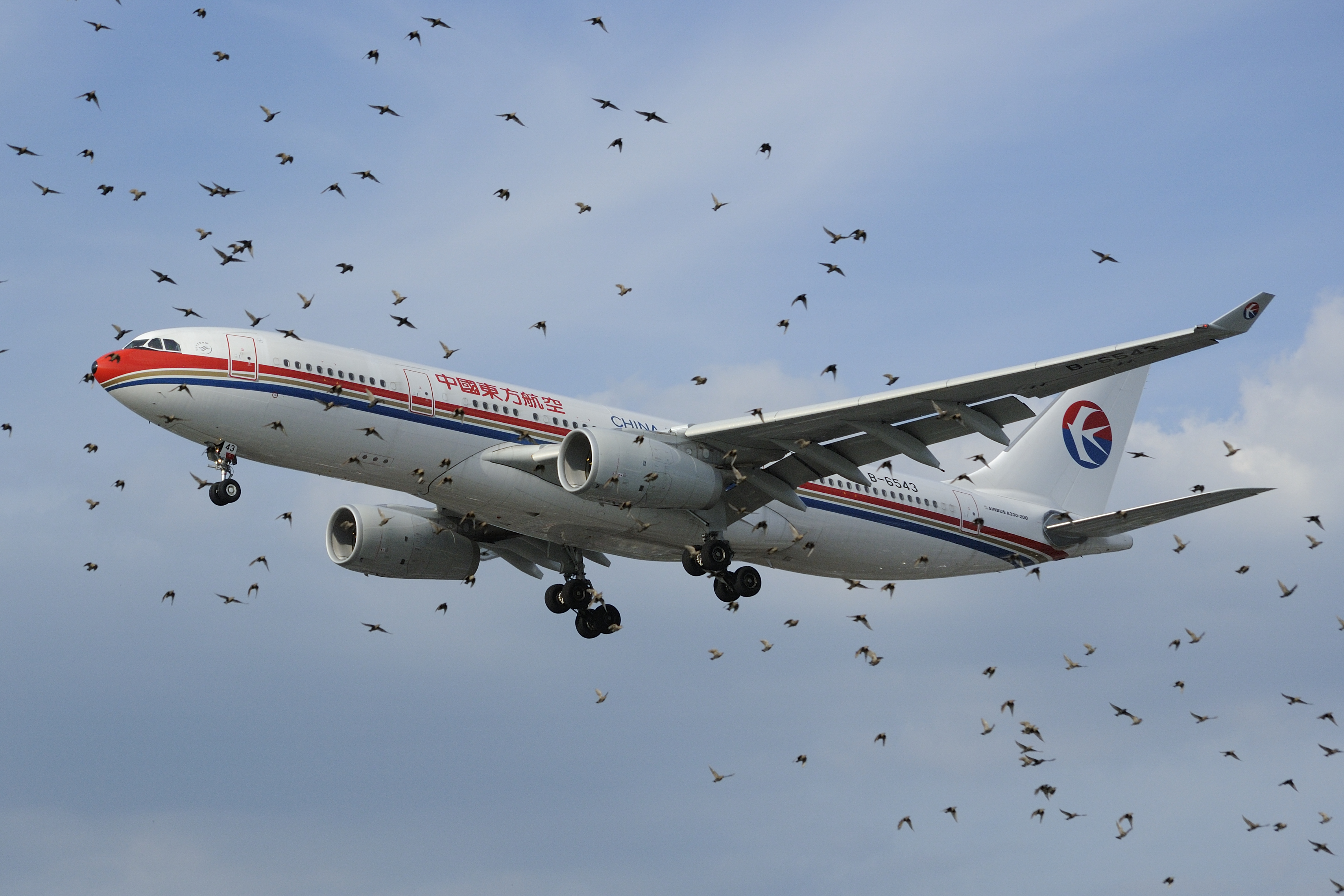
Airbus A330 авіакомпанії China Eastern Airlines пролітає крізь зграю птахів. Аеропорт Гітроу, 2012.

Зіткнення літальних апаратів з птахами (переважно йдеться про літаки, а також гелікоптери) становлять значну загрозу безпеці польотів, оскільки здатні спричинити аварію зі смертельними для людей наслідками.
Тільки в США відбувається понад 13 000 зіткнень з птахами на рік. 65% таких зіткнень завдають незначної шкоди літаку, а кількість спричинених птахами серйозних аварій за участю цивільних літаків досить низька і становить одну  на приблизно один мільярд годин польоту.
Фінансові збитки від зіткнення цивільних літаків із птахами у 2000 році були оцінені у 1,2 мільярди доларів.
Для самих птахів зіткнення з літальним апаратом майже завжди є смертельним.

## Опис події
Зіткнення літальних апаратів із птахами найчастіше трапляються під час злету чи посадки, або під час польоту на малій висоті. Однак відомі зіткнення з птахами й на великих висотах: поточний рекорд висоти, на якій відбувся такий інцидент, становить 11 300 м — на такій висоті відбулося зіткнення літака з сипом 29 листопада 1973 над Абіджаном, Кот-д'Івуар (внаслідок удару вийшов з ладу один із двигунів, літак без подальших інцидентів приземлився в Абіджані). Більшість зіткнень відбувається в аеропортах і поблизу них (90 %, згідно з даними ICAO).
Більшість катастрофічних зіткнень стосуються великих птахів із великою популяцією: наприклад, гусей і чайок. Дослідження, проведені у США, головним чином водоплавних птахів (30%), чайок (22%), хижих птахів (20%), а також голубів (7%). Лабораторія ідентифікації пір'я зі Смітсонівського інституту визначила грифів як найбільш небезпечних для літаків птахів, за ними йдуть канадські казарки та білі пелікани. Всі ці птахи є дуже великими. З точки зору ж частоти зіткнень, лабораторія називає траурних голубів і рогатих жайворонків.
Найбільша кількість зіткнень відбувається під час весняної та осінньої міграцій. Зіткнення з птахами на висоті понад 150 м під час сезону міграції трапляється приблизно в 7 разів частіше вночі, ніж удень.
Найбільшу небезпеку становить поглинання птаха двигуном. Від удара об тіло птаха лопатка двигуна може зміститися і пошкодити іншу, яка теж зміститься, і так далі, викликаючи каскадний збій. Реактивні двигуни особливо вразливі на етапі зльоту, коли швидкість оборотів найвища, а літак знаходиться на низькій висоті, де птахи зустрічаються частіше.
Сила удару по літальному апарату залежить від ваги тварини та різниці швидкостей і напрямку в місці удару. Енергія удару зростає з квадратом різниці швидкостей. Наприклад, кінетична енергія птаха вагою 5 кг, що рухається з відносною швидкістю 275 км/год, приблизно дорівнює енергії вантажу вагою 100 кг, скинутого з висоти 15 метрів (слід мати на увазі, що, на відміну від кінетичної енергії, імпульс птаха в цьому прикладі значно менший, ніж вага тонни, і тому сила, необхідна для його відхилення, також значно менша). Подібне зіткнення може пошкодити машину і травмувати людей на борту. Особливо небезпечні зграї птахів, які можуть призвести до численних ударів з відповідними пошкодженнями.
У цьому випадку наслідками можуть бути часткова або повна втрата двигуна. Уламки двигуна здатні завдати значної шкоди крилу, що може навіть призвести до його відриву, пошкодження розташованих у крилах паливних баків викличе пожежу, а пошкодження гідравлічних чи електричних схем спричиняє механічне блокування закрилків або елеронів, що викликає значну втрату маневреності літака.
Втім, фактично призводять до пошкодження літака лише 15 % зіткнень за даними FAA або 11 % за даними ICAO.
Окрім птахів, загрозу для літаків під час зльоту та посадки можуть становити великі наземні ссавці, які проникають на територію аеродромів. У період з 1990 по 2013 роки цивільні літаки в США зазнали понад 1000 зіткнень з оленями та 440 зіткнень з койотами. Дрібні ссавці можуть становити непряму загрозу: наприклад, кролики залишають велику кількість посліду, що приваблює мишей, які у свою чергу приваблюють сов, що можуть становити небезпеку зіткнення з літаками.

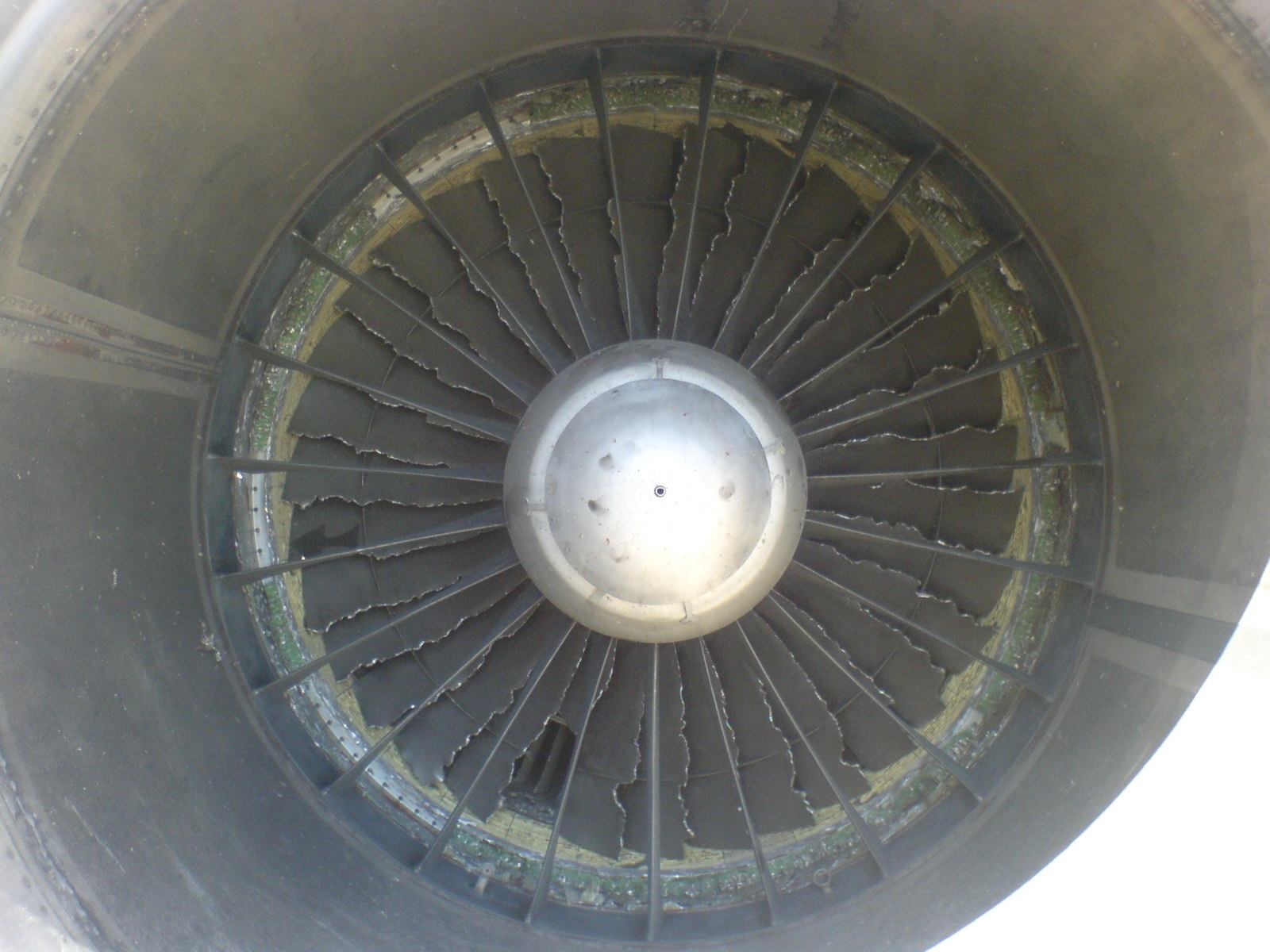
Лопатки двигуна Pratt & Whitney JT8D після поглинання птаха.
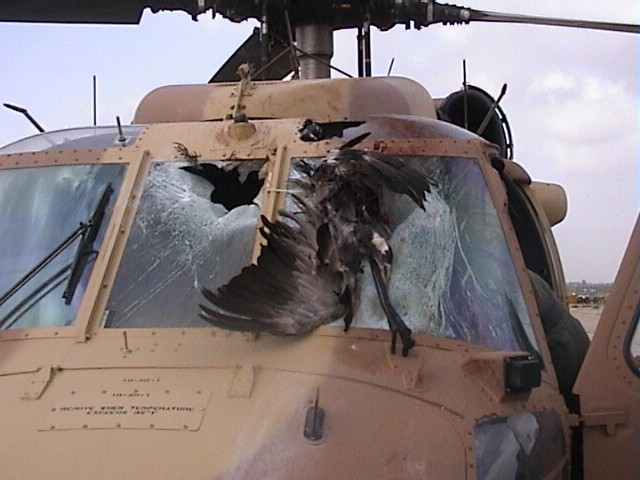
Гелікоптер UH-60 Black Hawk (ВПС Ізраїля) після зіткнення з журавлем.
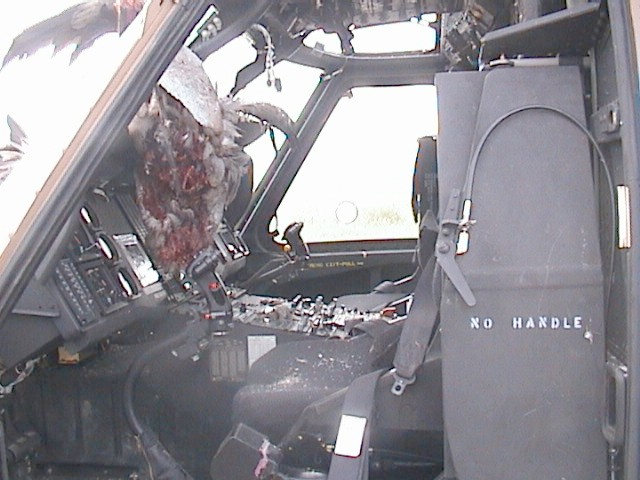
Той же Black Hawk, вигляд зсередини.
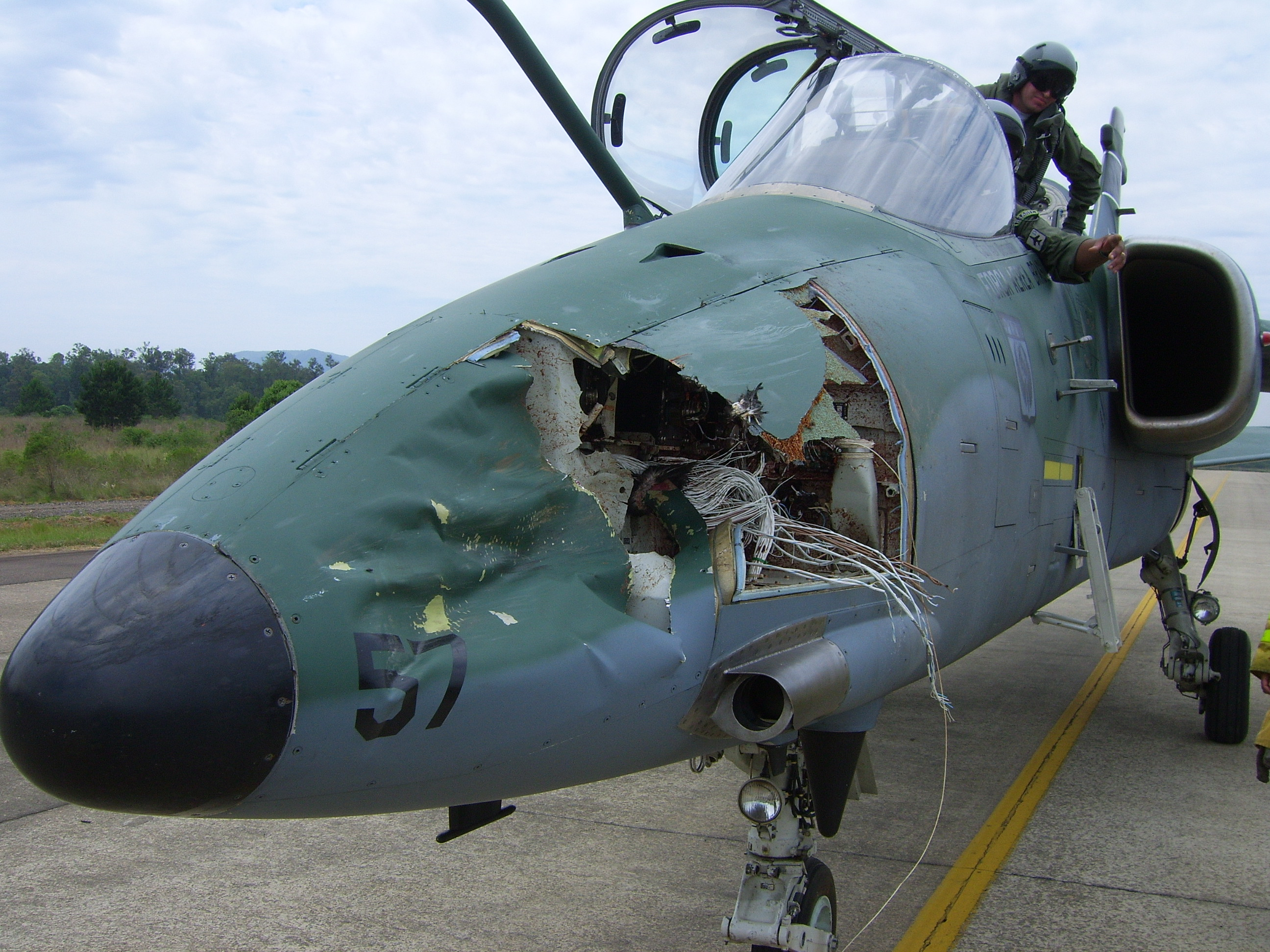
Ніс бомбардувальника AMX A-1 (ВПС Бразилії) після зіткнення з урубу.

## Найбільш примітні інциденти

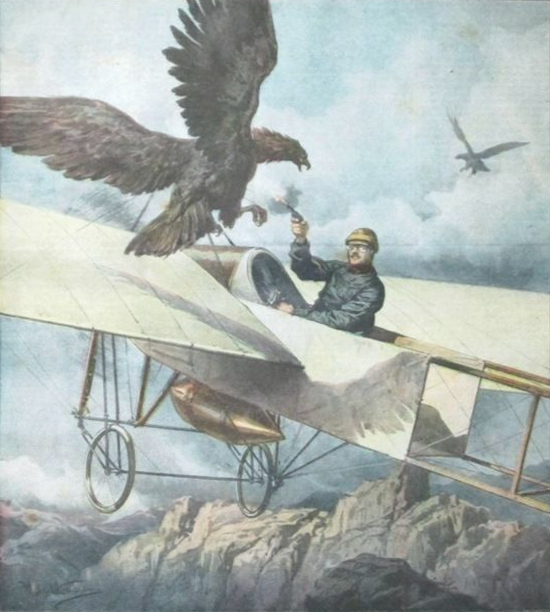
Обкладинка журналу La Domenica del Corriere від 04 червня 1911 року, на якій зображено напад орла на літак Ежена Жільбера

Перший відомий запис про зіткнення літака з птахами був зроблений 07 вересня 1908 року Орвіллом Райтом. Проводячи показовий політ поблизу міста Дейтон (Огайо), він влетів у зграю птахів, вбивши одного з них.
У 1911 році під час авіаперегонів Париж-Мадрид літак Blériot XI французького пілота Ежена Жільбера над Піренеями був атакований розлюченим орлом. Жільбер зміг відігнати тварину, вистріливши в неї з пістолета, хоча не вбив.
Перший зафіксований випадок зіткнення з птахом зі смертельними (для людини) наслідками відбувся у 1912 році. Пілот Келбрейт Перрі Роджерс на літаку Wright Model B під час польоту над Лонг-Біч (Каліфорнія) зіткнувся з чайкою. Птах пошкодив кабелі керування, літак упав в океан, а пілот отримав смертельні травми від уламків і потонув.
Катастрофа L-188 у Бостоні. Наймасштабніша катастрофа, пов'язана безпосередньо із зіткненням з птахами, сталася 04 жовтня 1960 року. Під час зльоту літак Lockheed L-188 Electra, що прямував рейсом 375 з Бостону, пролетів крізь зграю шпаків. Внаслідок цього три з чотирьох двигунів літака було пошкоджено, він упав у Бостонську бухту, і 62 з 72 людей на борту загинули. Невдовзі після цього випадку FAA розробило стандарти стійкості до всмоктування птахів для реактивних двигунів.
31 жовтня 1964 року астронавт Теодор Фрімен на літаку T-38 Talon зіткнувся з гусаком під час заходу на посадку на авіабазі Еллінгтон у Г'юстоні. Тіло птаха і уламки оргскла з розбитого ним ліхтаря кабіни були всмоктані лівим двигуном, який внаслідок цього загорівся. Фрімен катапультувався, але на той момент він знаходився надто низько, і його парашут не встиг повністю розкритися.
Аварія DC-10 у Нью-Йорку 12 листопада 1975 року літак McDonnell Douglas DC-10 рейсу 032 авіакомпанії Overseas National Airways при розгоні під час зльоту з аеропорту Нью-Йорк — Джон Кеннеді проїхав через зграю чайок. Птахи потрапили у правий двигун, викликавши процес неконтрольованої відмови, в ході якої уламки двигуна, вилітаючи назовні, пошкодили шини і гальма шасі. Екіпаж ініціював переривання зльоту, але літак викотився за межі злітно-посадкової смуги і загорівся. Ніхто з 139 людей на борту не загинув, хоча 32 отримали поранення, двоє з них — серйозні. Літак, який внаслідок інтенсивної пожежі згорів, вважається найбільшим літаком, знищеним внаслідок зіткнення з птахами. Після цієї аварії в аеропорту було введено заходи з відлякування птахів, а FAA надало General Electric рекомендації щодо захисту двигунів серії CFM-50 та CFM-6 на випадок всмоктування птаха.
Катастрофа Boeing 737 у Бахр-Дарі: 15 вересня 1988 року літак Boeing 737—200 рейсу 604 компанії Ethiopian Airlines незабаром після зльоту з аеропорту Бахр-Дар засмоктав обома двигунами зграю голубів. Двигуни вийшли з ладу, екіпаж вирішив повернутися до аеропорту, але при посадці літак розбився, і всі люди на борту (31-35, згідно з різними джерелами) загинули.
20 січня 1995 року бізнес-джет Dassault Falcon 20 під час зльоту з аеропорту Париж-Ле-Бурже, зіткнувся зі зграєю чайок. Лівий двигун всмоктав кількох птахів, що спричинило неконтрольовану відмову двигуна і пожежу в літаку. При спробі аварійної посадки літак розбився, і всі 10 осіб на борту загинули.
22 вересня 1995 року літак ВПС США Boeing E-3 Sentry AWACS розбився незабаром після зльоту з авіабази Елмендорф внаслідок відмови обох лівих двигунів через всмоктування кількох канадських казарок під час зльоту. Всі 24 члени екіпажу загинули.
28 листопада 2004 року літак Boeing 737-400 рейсу KLM 1673 під час зльоту з аеропорту Схіпгол зіштовхнувся носовою стійкою шасі з якимось птахом. Шасі було втягнуто без проблем, екіпаж повідомив про зіткнення диспетчерський центр, і політ пройшов у штатному режимі. Після посадки в аеропорту Барселони літак почав сильно відхилятися ліворуч і, незважаючи на спроби екіпажу його вирівняти, на швидкості близько 185 км/год викотився за межі злітно-посадкової смуги та зламав шасі. Ніхто з людей на борту не постраждав, але літак довелося списати. Розслідування виявило, що причиною аварії став обрив троса в системі керування носовим колесом внаслідок зіткнення з птахом. Слід зазначити, що цей трос був сильно зношений внаслідок недбалого нанесення мастила під час технічного обслуговування.
26 липня 2005 року космічний човник «Діскавері» з космонавтами місії STS-114 незабаром після зльоту збив грифа. Шатл лишився неушкодженим.
10 листопада 2008 року літак Boeing 737 рейсу 4102 компанії Ryanair, що летів із Франкфурта до Риму, при наближенні до пункту призначення зазнав численних зіткнень з птахами, внаслідок чого відмовили обидва двигуни. Було здійснено аварійну посадку, під час якої зруйнувалася стійка шасі, і літак ненадовго викотився за межі злітно-посадкової смуги, хоча екіпажу вдалося повернути його на смугу. Люди не постраждали, але літак довелося списати.
04 січня 2009 року гелікоптер Sikorsky S-76 збив червонохвостого яструба в Луїзіані. Птах влучив у вертоліт трохи вище лобового скла, від удару спрацювали рукоятки керування пожежогасінням двигуна, що призвело до різкого скидання газу і втрати потужності двигунів. Гелікоптер розбився, з дев'яти осіб на борту вісім загинули, один вижив, але отримав важкі травми.
Аварійна посадка A320-214 на Гудзон («Диво на Гудзоні»): 15 січня 2009 року літак Airbus A320-214 рейсу 1549 авіакомпанії US Airways, що летів з аеропорту Нью-Йорк-Ла-Гуардія до аеропорту Шарлотт-Дуглас, незабаром після зльоту на висоті близько 1 км налетів на зграю гусей, внаслідок чого обидва двигуни відмовили. Літак вдало здійснив аварійну посадку в річку Гудзон, ніхто з 155 людей на борту не постраждав.
Аварійна посадка A321 під Жуковським: 15 серпня 2019 року літак рейсу 178 авіакомпанії Уральськіє авіалініі, що летів з аеропорту Москва-Жуковський до Сімферополя невдовзі після зльоту зіткнувся зі зграєю чайок, зазнавши пошкодження обох двигунів. Літак вдалося аварійно приземлити на кукурудзяне поле у 5 км від аеропорту. З 233 людей на борту 74 отримали легкі травми, літак довелося списати.
Катастрофа Aermacchi MB-339 під Турином. 16 вересня 2023 року літак Aermacchi MB-339 італійської пілотажної групи Frecce Tricolori, що летів з Туринського аеропорту на авіашоу з нагоди святкування 100-річчя італійських ВПС, незабаром після зльоту втратив потужність двигуна і розбився. Згідно з попередньою реконструкцією, аварія сталася через зіткнення з птахами, яке сталося одразу після зльоту, що призвело до блокування двигуна. Пілот вдало катапультувався, літак розбився, і його вибух зачепив автомобіль. Загинула п'ятирічна дівчинка, її батьки і брат були доставлені до лікарні з опіками. Захід було скасовано.

## Заходи протидії

### Посилення конструкції
Більшість сучасних реактивних авіадвигунів сконструйовані таким чином, щоб гарантовано вимикатися після засмоктування птаха вагою 4 фунти (1,8 кг). Двигун не повинен витримувати засмоктування, але безпечно вимкнути його має бути просто.
Ґрунтуючись на рекомендаціях Національної ради з безпеки на транспорті США після аварії рейсу US Airways 1549 у 2009 році, Європейська агенція авіаційної безпеки (EASA) запропонувала у 2017 році додаткові умови, згідно з якими двигуни також мають бути здатні витримувати зіткнення з птахами під час зниження, коли турбовентилятори обертаються повільніше, ніж під час зльоту та набору висоти. Роком пізніше цю пропозицію повторило FAA.
Згідно з вимогами EASA (CS 25.631) і FAA (14 CFR § 25.571(e)(1) після змін 25-96), сучасні реактивні літаки здатні продовжувати політ і здійснювати посадку після одного удару птахом вагою 4 фунти у будь-яку точку на літаку. Лобове скло повинно витримувати такий удар без прогину та розколювання. Крім того, відповідно до § 25.631 14 CFR FAA, літак повинен також повинні витримувати один удар птаха вагою до 8 фунтів (3,6 кг) у будь-яку точку на оперенні. Це зазвичай досягається за допомогою проєктування для елементів системи керування захисних конструкцій, матеріал яких поглинає енергію удару. Часто один виробник літаків використовує подібні захисні конструкції для всіх своїх моделей літаків, щоб мінімізувати витрати на тестування та сертифікацію.
Цікаво, що випробування стійкості літальних апаратів до зіткнення з птахами передбачали стрільбу в випробувану машину тушками птахів зі спеціальної пневматичної гармати (так звана куряча гармата). Згодом тушки замінили блоками відповідної щільності (зазвичай желатиновими). Сучасні випробування більше покладаються на детальний аналіз за допомогою комп'ютерного моделювання, хоча остаточне тестування зазвичай включає деякі фізичні тести з описаним вище пристроєм.

### Вплив на птахів
Хоча існує багато методів позбавитися птахів у навколишньому середовищі аеропорту, жоден з них не є універсальним для всіх випадків і всіх видів птахів, тому найефективнішою стратегією є комбінація різних варіантів.

#### Маніпуляції середовищем проживання птахів
Одна з головних причин появи диких тварин в аеропортах — велика кількість їжі, тому харчові ресурси в аеропортах можна або видалити, або зробити менш бажаними. Одним із найпоширеніших джерел їжі для птахів в аеропортах є газон, який висаджують для зменшення стоку, боротьби з ерозією, поглинання струменів води, забезпечення проїзду транспортних засобів екстреної допомоги та для естетичної привабливості. Тим не менше, газон приваблює птахів, які становлять серйозну небезпеку для літаків, зокрема канадських казарок. Для газону слід використовувати рослини, які не подобаються цим птахам (наприклад, Августинова трава), і за ним потрібно доглядати в такий спосіб, щоб зменшити його привабливість для дрібних гризунів, які в свою чергу приваблюють хижих птахів. Рекомендується підтримувати висоту трави на рівні не більше 35 см за допомогою регулярного косіння.
Іншим значним джерелом дикої фауни в навколишньому середовищі аеропорту є водойми. Вони викликають особливе занепокоєння, тому що приваблюють водоплавних птахів, які особливо небезпечні для літаків. Аеропорти мають великі площі водонепроникних поверхонь, вода з яких збирається у стоки та нерідко тимчасово зберігається в спеціальних ставках. Якщо такі ставки доступні для птахів, необхідно часто зливати з них воду і закривати доступ до відкритої води за допомогою плаваючих кришок і дротяних сіток.

#### Візуальне відлякування
Ці методи дуже різноманітні, нижче наведено кілька поширених видів.
- Відлякування за допомогою хижих птахів і собак. Присутність хижих птахів показала велику ефективність при використанні на звалищах, де годувалися великі популяції чайок, собаки також добре зарекомендували себе як засіб переслідування птахів на аеродромах. Слід враховувати ризик свідомого випуску цих тварин у середовище аеропорту: як хижі птахи, так і собаки повинні під час використання перебувати під наглядом спеціаліста, а також вимагають піклування, коли не використовуються, тому слід враховувати економічність цих методів.
- Опудала. Для розлякування чайок і стерв'ятників успішно використовувалися опудала птахів — їх же виду, так і їхніх природніх ворогів. Опудала птахів того ж виду, що й небажані птахи, часто розміщують у неприродних положеннях у такому місці, де вітер може вільно рухати їх. Було визнано, що використання опудал є найефективнішими у ситуаціях, коли небажані птахи мають інші доступні варіанти перебування — наприклад, альтернативні місця для харчування, вигулу та ночівлі. Час звикання до такого відлякування, після якого воно стає неефективним, може бути різний[22].
- Для розлякування деяких видів птахів вдало використовувалися лазерні промені, але цей засіб є видоспецифічним, оскільки певні види реагують лише на певну довжину хвилі. Лазери ефективніші за низького рівня навколишнього освітлення, що обмежує їхню ефективність у світлий час доби. Деякі види дуже швидко призвичаюються до лазерів. При використанні такого засобу потрібно оцінювати ризики, пов'язані з використанням лазерів, наприклад при потраплянні променя на літаки і диспетчерські вежі[24].

#### Звукове відлякування
В аеропортах використовуються пропанові гармати, піротехніка та біоакустика.
- Пропанова гармата має циліндричний ствол діаметром близько 10 см і 0,8 м завдовжки, відкритий з одного кінця. До стволу подається пропан, після чого спрацьовує свічка запалювання[25]. Підпалений газ виривається з відкритого кінця ствола, видаючи гучний шум приблизно в 130 децибел. Пристрій може бути дистанційно керований або запрограмований «стріляти» через визначені проміжки часу. Втім, дика фауна швидко звикає до пропанових гармат через їх стаціонарний і часто передбачуваний характер, тому разом з пропановими гарматами для збільшення їх ефективності паралельно з цим методом періодично можуть застосовуватися летальні методи контролю.
- Піротехнічні засоби включають вибухаючі вироби і шумові боєприпаси типу «скример». Зазвичай ці засоби запускаються з дробовика 12-го калібру, сигнального пістолета або зі спеціалізованої пускової установки. Птахи виявляють різний ступінь звикання до піротехніки. Дослідження показали, що ефективність цього методу посилює періодичне застосування летальних методів контролю. Набої типу «скример» після використання залишаються неушкодженими (на відміну від вибухаючих виробів, які зазвичай згорають повністю), і їх потрібно прибирати зі злітно-посадової смуги. Піротехніка становить потенційну пожежну небезпеку, і її слід використовувати обережно, особливо в сухих умовах[23].
- Широко використовується біоакустичний метод — відтворення специфічних для певного виду птахів тривожних криків або ж криків небезпечних для цього виду хижаків. Цей метод базується на еволюційній реакції тварини на небезпеку. Одним із обмежень є те, що біоакустика є видоспецифічною, а птахи можуть швидко звикнути до неї, тому цей засіб контролю не слід використовувати як основний[23].

#### Хімічне відлякування
У Сполучених Штатах зареєстровано лише два хімічних репеленти для птахів: метилантранілат і антрахінон. Основним репелентом є метилантранілат, оскільки він викликає миттєве і неприємне відчуття, яке є рефлекторним і не потребує звикання птахів. Таким чином, він найбільш ефективний для тимчасових популяцій. Антрахінон є вторинним репелентом, який має проносний ефект, який не є миттєвим. Через це він найбільш ефективний щодо резидентних популяцій дикої природи, які матимуть час, щоб засвоїти негативну реакцію.

#### Летальні методи контролю
Летальний контроль дикої фауни в аеропортах поділяється на дві категорії: посилення несмертельних методів впливу і контроль популяції.
- Посилення несмертельних методів. Передумовою ефективного використання опудал, піротехніки та пропанових гармат є передбачувана безпосередня небезпека для птахів, яких намагаються відлякати. Спочатку достатньо неприродного вигляду опудала або звуку піротехніки чи вибухів, щоб викликати реакцію фауни на небезпеку. Але з часом фауна звикає до нелетальних методів, тому для відновлення реакції на загрозу може бути застосовано відстріл невеликої кількості тварин у присутності інших тварин того ж виду[23].
- Контроль чисельності. За певних обставин необхідний контроль популяції присутньої фауни, який може бути локальним або регіональним. Локальний контроль популяції часто використовується для контролю видів, які мешкають у самому аеропорті, регіональний же контроль може бути застосований для видів, які не можна виключити з середовища аеропорту. Наприклад, у 1979—1992 роках в Міжнародному аеропорту імені Джона Ф. Кеннеді гніздування колонії чайок-сміхунів у сусідньому заповіднику Джамейка-Бей[en] призводило до 98–315 зіткнень з птахами на рік. Хоча птахів ефективно відлякували з самого аеропорту, це не заважало їм літати над ним до інших місць годування. Співробітники Служби охорони дикої природи Міністерства сільського господарства почали відстрілювати всіх чайок, які пролітали над аеропортом, припускаючи, що з часом птахи колонії змінять маршрут польоту. За два роки було знищено 28 352 чайок, що становило приблизно половину популяції в затоці Джамейка та 5–6 % загальнонаціональної річної популяції. До 1992 року кількість зіткнень з птахами цього виду зменшилася на 89 %, і це було більше результатом скорочення популяції, аніж того, що чайки змінили маршрут польотів.

#### Переселення
Біологи та громадськість часто вважають переміщення хижих птахів з аеропортів кращим за летальні методи боротьби. Вилов і переміщення птахів певних видів можуть викликати правові проблеми, зокрема у США це пов'язано з птахами, що знаходяться під охороною Закону про мігруючих птахів 1918 року та Закону про охорону білоголових орланів і беркутів 1940 року. Перед відловом необхідно отримати відповідні дозволи та зважити рівень супутньої смертності й ризик передачі захворювань під час перевезення. У США між 2008 і 2010 роками співробітники Служби охорони дикої природи Міністерства сільського господарства США переселили 606 червонохвостих яструбів з аеропортів Сполучених Штатів після невдалих численних спроб відігнати їх у інший спосіб. Відсоток повернення птахів склав 6 %; рівень їх смертності після переселення так і не був визначений.

### Коригування маршруту польоту літального апарата
Пілоти не повинні злітати або приземлятися в присутності диких тварин, а також мають уникати міграційних шляхів, заповідників дикої природи, лиманів та інших місць, де можуть скупчуватися птахи. Під час виконання польотів у присутності зграй птахів пілоти повинні прагнути досягти висоти понад 3000 футів (910 м) якомога швидше, оскільки більшість зіткнень з птахами відбувається нижче цієї висоти. Крім того, пілоти повинні уповільнювати свій літак при зустрічі зі зграєю птахів для зниження кінетичної енергії при можливому зіткненні. Це має особливо важливе значення у випадку потрапляння птаха до двигуна, пошкодження для деталей якого будуть тим більшими, чем вищі оберти.
Важливим інструментом для зниження ризику зіткнення з птахами є «пташиний радар» в рамках загальної системи управління безпекою на цивільних і військових аеродромах. Правильно сконструйовані та обладнані радари для виявлення птахів можуть відстежувати пташині зграї в режимі реального часу у радіусі 360 градусів, на відстані до 10 км і більше для зграї, кожні 2–3 секунди оновлюючи дані про координати кожної цілі (довгота, широта, висота), швидкість та напрямок руху і розмір зграї. Дані з цих систем можна використовувати як для сповіщень про загрози в реальному часі, так і для аналізу моделей активності птахів.
Консультативна система попередження про ризик зіткнення з птахами (англ. Avian Hazard Advisory System, AHAS) повітряних сил США, користуючись даними з системи NEXRAD Національної погодної служби, надає поточні умови ризику зіткнення з птахами для маршрутів військових літаків та операційних районів. Крім того, AHAS об'єднує дані прогнозу погоди з моделлю уникнення птахів (англ. Bird Avoidance Model, BAM), щоб передбачити активність птахів протягом наступних 24 годин, а потім за замовчуванням використовує цю модель для планування польотів. BAM — це статична історична модель загрози, яка базується на даних про розподіл птахів за багато років, отриманих від Різдвяного підрахунку птахів, Дослідження гніздування птахів і даних Національного резервату дикої природи. BAM також ураховує потенційно небезпечні місця ризику появи птахів, такі як звалища та поля для гольфу. AHAS є невід'ємною частиною планування військових польотів. Система надає екіпажу відносну оцінку ризику для запланованого маршруту польоту й можливість вибрати менш небезпечний маршрут. До 2003 року база даних зіткнень з птахами ВПС США вказувала, що приблизно 25 % усіх зіткнень з птахами було пов'язано з польотами на низьких висотах, зокрема над бомбардувальними полігонами. Що ще важливіше, на ці інциденти припадає понад 50 % усіх повідомлених витрат на збитки. Після десятиліття використання AHAS для уникнення маршрутів із найбільшим ризиком зіткнень, кількість інцидентів було зменшено до 12 %, а пов'язані з цим витрати скоротилися вдвічі.
Нідерландська організація прикладних наукових досліджень розробила для ВПС Нідерландів систему ROBIN (англ. Radar Observation of Bird Intensity, радіолокаційне спостереження за інтенсивністю птахів). Це система моніторингу переміщень птахів у режимі реального часу, яка розпізнає зграї птахів за сигналами великих радіолокаційних систем. Ця інформація використовується для попередження пілотів ВПС під час зльоту та посадки. Крім того, багаторічні спостереження за міграцією птахів за допомогою ROBIN дозволили краще зрозуміти міграційну поведінку птахів, що вплинуло на запобігання зіткненням. З моменту впровадження системи ROBIN кількість зіткнень між птахами та літаками ВПС поблизу військових авіабаз зменшилася більш ніж на 50 %.
У цивільній авіації аналогів вищезазначеним військовим стратегіям немає. В деяких аеропортах проводилися експерименти з невеликими портативними радіолокаційними блоками, але станом на 2024 рік ніде у світі не прийнято стандарту для радарного попередження і не впроваджено ніякої урядової політики щодо таких попереджень.

## Зіткнення птахів з наземним транспортом
З наземного транспорту найчастіше відбувається зіткнення птахів із залізничними поїздами. Причиною високої частоти таких зіткнень є те, що з урахуванням струмоприймачів потяги мають висоту до 8 м над рейками, невеликі ж птахи зазвичай злітають на 4-6 м у висоту. Крім того, потяги зазвичай рухаються з більшою максимальною швидкістю, ніж автотранспорт. Ряд досліджень на різних європейських залізничних лініях, які тривали від 70 днів до кількох років і були опубліковані між 1982 і 2002 роками, показали, що на кілометр маршруту на рік відбувається від 0,29 до 61 зіткнення з птахами. На маршрутах, де швидкість потягу обмежена 160 км/год, максимальне значення становило 20, а зі швидкістю 200 км/год і більше — 38,1. Зіткнення птаха зі струмоприймачем міжміського поїзда може призвести до того, що обидві колії на маршруті будуть заблоковані на кілька годин, як це сталося в Німеччині 12 серпня 2016 року.
Автомобілі також можуть постраждати від зіткнень з птахами, і іноді такі зіткнення призводять до серйозних наслідків.

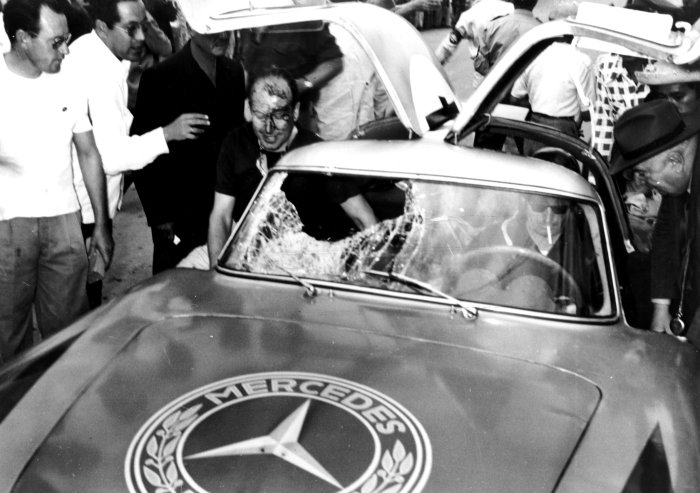
Наслідки зіткнення з грифом на Carrera Panamericana 1952.

 Під час автоперегонів Каррера Панамерікана 1952 року автомобіль Mercedes-Benz W194, в якому їхали гонщики Карл Клінг і Ганс Кленк, на швидкості близько 200 км/год зіткнувся з великим грифом, що злетів з узбіччя. Птах врізався у лобове скло з пасажирського боку, де знаходився Кленк. Спортсмен отримав численні поранення обличчя розбитим склом і навіть на невеликий час знепритомнів, але звелів напарникові продовжувати гонку, отримавши допомогу лише через 70 км на піт-стопі. Попри цей інцидент, екіпаж навіть зміг виграти перегони.
У 1960 році під час Гран-прі Бельгії загинув британський пілот «Формули 1» Алан Стейсі. На 25 колі гонки, рухаючись на швидкості 190 км/год на боліді Lotus 18, гонщик зіткнувся з птахом, в результаті чого автомобіль вилетів з траси на повороті, пробив триметровий живопліт і зупинився у полі. Птах влучив Стейсі в обличчя і не виключено, що пілот загинув від перелому шиї чи травми голови ще до того, як автомобіль розбився.

## Зіткнення літальних апаратів з комахами
Зіткнення з великими кількостями літаючих комах також можуть являти собою проблему для літаків. Нижче наведено кілька таких прикладів.
У 1968 році літак Convair 580 рейсу 261 авіакомпанії North Central Airlines зіткнувся з великим скупченням комах між Чикаго та Мілуокі. Залишки комах, що скупчилися на лобовому склі, сильно погіршили передній огляд для екіпажу; в результаті під час зниження для посадки в Мілуокі літак зіткнувся в повітрі з приватним літаком Cessna 150, якого екіпаж Convair не встиг вчасно побачити. Внаслідок катастрофи загинули троє пасажирів Cessna і був важко поранений член екіпажу Convair.
У 1986 році Boeing B-52 Stratofortress під час навчального польоту на низькій висоті потрапив у рій сарани. Внаслідок накопичення на лобовому склі комах екіпаж був змушений перервати місію та орієнтуватися лише за приладами. Врешті літак удалося приземлити без інцидентів.